# Dipendra Bir Bikram Shah Dev
Dipendra Bir Bikram Shah Dev, né le 27 juin 1971 à Katmandou et mort le 4 juin 2001 dans la même ville, est brièvement roi du Népal du 1er au 4 juin 2001.

## Biographie
Fils aîné du roi Birendra et de la reine Aiswarya, Dipendra devient prince héritier du Népal en 1972. Il fait ses études au collège d'Eton et à l'université Tribhuvan.
Selon la thèse officielle népalaise, le 1er juin 2001, Dipendra assassine la majeure partie de sa famille, y compris son père, le roi Birendra, sa mère, la reine Aiswarya, son frère, le prince Nirajan, sa sœur, la princesse Shruti, et son oncle, le prince Dhirendra.
Dipendra se tire ensuite lui-même une balle dans la tête. Suivant l'ordre de succession, il est officiellement proclamé roi alors qu'il se trouve dans le coma, et meurt des suites de ses blessures trois jours plus tard. Son oncle, le prince Gyanendra, devenu régent, lui succède sur le trône.

## Dans la littérature
L'auteur Gérard de Villiers, dans son roman Le Roi fou du Népal (2002), après avoir évoqué le massacre de la famille royale du Népal, rappelle que l'enquête officielle fut laconique et baclée, et émet l'hypothèse qu'il s'agissait d'un véritable coup d'État organisé par des membres de la famille royale népalaise (a priori par le prince Gyanendra) et par un service secret étranger.